# Hart Open 2011
L'Hart Open 2011 è stato un torneo professionistico di tennis femminile giocato sul sintetico. È stata l'11ª edizione del torneo, che fa parte dell'ITF Women's Circuit nell'ambito dell'ITF Women's Circuit 2011. Si è giocato a Opole in Polonia dal 7 al 13 novembre 2011.

## Partecipanti

### Teste di serie
| Nazionalità | Giocatrice          | Ranking* | Testa di serie |
| ----------- | ------------------- | -------- | -------------- |
| Ucraina     | Lesja Curenko       | 118      | 1              |
| Rep. Ceca   | Sandra Záhlavová    | 152      | 2              |
| Francia     | Kristina Mladenovic | 178      | 3              |
| Romania     | Elena Bogdan        | 186      | 4              |
| Slovacchia  | Kristína Kučová     | 192      | 5              |
| Germania    | Sarah Gronert       | 205      | 6              |
| Regno Unito | Naomi Broady        | 208      | 7              |
| Lituania    | Lina Stančiūtė      | 239      | 8              |

- Ranking al 31 ottobre 2011.

### Altre partecipanti
Giocatrici che hanno ricevuto una wild card:
- Paula Kania
- Dana Machálková
- Teresa Malíková
- Olivia Matuszak

Giocatrici che sono passate dalle qualificazioni:
- Kim Grajdek
- Katarzyna Kawa
- Anna Korzeniak
- Ksenija Lykina
- Diāna Marcinkēviča
- Polina Pekhova
- Monika Tůmová
- Angelique van der Meet
- Tereza Hejlová (lucky loser)
- Jana Jandová (lucky loser)
- Barbara Sobaszkiewicz (lucky loser)

Giocatrici che hanno ricevuto uno Special Exempt:
- Irina Chromačëva

## Campionesse

### Singolare
Ana Vrljić ha battuto in finale  Paula Kania con il punteggio di 6–3, 2–6, 7–6(4)

### Doppio
Naomi Broady /  Kristina Mladenovic hanno battuto in finale  Paula Kania /  Magda Linette con il punteggio di 7–6(5), 6–4